# Liste des plus grandes entreprises par chiffre d'affaires
 (juillet 2022).
 (août 2022).
L'article suivant dresse une liste comprenant les plus grandes entreprises mondiales par chiffre d'affaires net consolidé d'après le dernier classement Fortune Global 500 publié en 2021 par le magazine américain consacré à l'économie Fortune. Toutes les données chiffrées à propos de ces entreprises concernent l'année fiscale respective se terminant avant le 31 mars 2021 de chacune et se rapportent donc majoritairement à l'année 2020.
Cette liste peut être incomplète ; en effet elle ne prend pas en compte les entreprises dont les informations financières ne sont pas disponibles au public.

## Classement général
| ‡ | Entreprise publique |

| Classement des plus grandes entreprises mondiales par chiffre d'affaires en 2020 | Classement des plus grandes entreprises mondiales par chiffre d'affaires en 2020 | Classement des plus grandes entreprises mondiales par chiffre d'affaires en 2020 | Classement des plus grandes entreprises mondiales par chiffre d'affaires en 2020 | Classement des plus grandes entreprises mondiales par chiffre d'affaires en 2020 | Classement des plus grandes entreprises mondiales par chiffre d'affaires en 2020 | Classement des plus grandes entreprises mondiales par chiffre d'affaires en 2020 | Classement des plus grandes entreprises mondiales par chiffre d'affaires en 2020 |
| Rang                                                                             | Nom                                                                              | Secteur                                                                          | C.A.                                                                             | Bénéfice                                                                         | Nombre d'employés                                                                | Siège social                                                                     | Ref                                                                              |
| Rang                                                                             | Nom                                                                              | Secteur                                                                          | en millions d'USD                                                                | en millions d'USD                                                                | Nombre d'employés                                                                | Siège social                                                                     | Ref                                                                              |
| -------------------------------------------------------------------------------- | -------------------------------------------------------------------------------- | -------------------------------------------------------------------------------- | -------------------------------------------------------------------------------- | -------------------------------------------------------------------------------- | -------------------------------------------------------------------------------- | -------------------------------------------------------------------------------- | -------------------------------------------------------------------------------- |
| 1                                                                                | Walmart                                                                          | Commerce de détail                                                               | 559 151                                                                          | 13 510                                                                           | 2 300 000                                                                        | États-Unis (Bentonville)                                                         | [ 3 ]                                                                            |
| 2                                                                                | State Grid ‡                                                                     | Électricité                                                                      | 386 618                                                                          | 5 580                                                                            | 896 360                                                                          | Chine (Pékin)                                                                    | [ 4 ]                                                                            |
| 3                                                                                | Amazon                                                                           | Commerce de détail                                                               | 386 064                                                                          | 21 331                                                                           | 1 298 000                                                                        | États-Unis (Seattle)                                                             | [ 5 ]                                                                            |
| 4                                                                                | China National Petroleum ‡                                                       | Hydrocarbures                                                                    | 283 958                                                                          | 4 575                                                                            | 1 242 245                                                                        | Chine (Pékin)                                                                    | [ 6 ]                                                                            |
| 5                                                                                | Sinopec ‡                                                                        | Hydrocarbures                                                                    | 283 728                                                                          | 6 205                                                                            | 553 833                                                                          | Chine (Pékin)                                                                    | [ 7 ]                                                                            |
| 6                                                                                | Apple                                                                            | Produits électroniques                                                           | 274 515                                                                          | 57 511                                                                           | 147 000                                                                          | États-Unis (Cupertino)                                                           | [ 8 ]                                                                            |
| 7                                                                                | CVS Health                                                                       | Santé                                                                            | 268 706                                                                          | 7 179                                                                            | 256 500                                                                          | États-Unis (Woonsocket)                                                          | [ 9 ]                                                                            |
| 8                                                                                | UnitedHealth Group                                                               | Santé                                                                            | 257 141                                                                          | 15 403                                                                           | 330 000                                                                          | États-Unis (Minnetonka)                                                          | [ 10 ]                                                                           |
| 9                                                                                | Toyota                                                                           | Automobile                                                                       | 256 722                                                                          | 21 180                                                                           | 366 283                                                                          | Japon (Toyota)                                                                   | [ 11 ]                                                                           |
| 10                                                                               | Volkswagen                                                                       | Automobile                                                                       | 253 965                                                                          | 10 104                                                                           | 662 575                                                                          | Allemagne (Wolfsburg)                                                            | [ 12 ]                                                                           |
| 11                                                                               | Berkshire Hathaway                                                               | Finance                                                                          | 245 510                                                                          | 42 521                                                                           | 360 000                                                                          | États-Unis                                                                       | [ 13 ]                                                                           |
| 12                                                                               | McKesson                                                                         | Santé                                                                            | 238 228                                                                          | −4 539                                                                           | 67 500                                                                           | États-Unis                                                                       | [ 14 ]                                                                           |
| 13                                                                               | China State Construction ‡                                                       | Construction                                                                     | 234 425                                                                          | 3 578                                                                            | 356 864                                                                          | Chine (Pékin)                                                                    | [ 15 ]                                                                           |
| 14                                                                               | Saudi Aramco ‡                                                                   | Hydrocarbures                                                                    | 229 766                                                                          | 49 287                                                                           | 79 800                                                                           | Arabie saoudite                                                                  | [ 16 ]                                                                           |
| 15                                                                               | Samsung Electronics                                                              | Produits électroniques                                                           | 200 734                                                                          | 22 116                                                                           | 267 937                                                                          | Corée du Sud                                                                     | [ 17 ]                                                                           |
| 16                                                                               | Ping An Insurance                                                                | Finance                                                                          | 191 509                                                                          | 20 739                                                                           | 362 035                                                                          | Chine                                                                            | [ 18 ]                                                                           |
| 17                                                                               | AmerisourceBergen                                                                | Santé                                                                            | 189 894                                                                          | −3 409                                                                           | 21 500                                                                           | États-Unis                                                                       | [ 19 ]                                                                           |
| 18                                                                               | BP                                                                               | Hydrocarbures                                                                    | 183 500                                                                          | −20 305                                                                          | 68 100                                                                           | Royaume-Uni                                                                      | [ 20 ]                                                                           |
| 19                                                                               | Shell                                                                            | Hydrocarbures                                                                    | 183 195                                                                          | −21 680                                                                          | 87 000                                                                           | Royaume-Uni                                                                      | [ 21 ]                                                                           |
| 20                                                                               | ICBC ‡                                                                           | Finance                                                                          | 182 794                                                                          | 45 783                                                                           | 439 787                                                                          | Chine (Pékin)                                                                    | [ 22 ]                                                                           |
| 21                                                                               | Alphabet                                                                         | Information technology                                                           | 182 527                                                                          | 40 269                                                                           | 135 301                                                                          | États-Unis                                                                       | [ 23 ]                                                                           |
| 22                                                                               | Foxconn                                                                          | Produits électroniques                                                           | 181 945                                                                          | 3 457                                                                            | 878 429                                                                          | Taïwan                                                                           | [ 24 ]                                                                           |
| 23                                                                               | ExxonMobil                                                                       | Hydrocarbures                                                                    | 181 502                                                                          | −22 440                                                                          | 72 000                                                                           | États-Unis                                                                       | [ 25 ]                                                                           |
| 24                                                                               | Mercedes-Benz                                                                    | Automobile                                                                       | 175 827                                                                          | 4 133                                                                            | 288 481                                                                          | Allemagne                                                                        | [ 26 ]                                                                           |
| 25                                                                               | China Construction Bank ‡                                                        | Finance                                                                          | 172 000                                                                          | 39 283                                                                           | 373 814                                                                          | Chine (Pékin)                                                                    | [ 27 ]                                                                           |
| 26                                                                               | AT&T                                                                             | Télécommunications                                                               | 171 760                                                                          | −5 176                                                                           | 230 760                                                                          | États-Unis                                                                       | [ 28 ]                                                                           |
| 27                                                                               | Costco                                                                           | Commerce de détail                                                               | 166 761                                                                          | 4 002                                                                            | 214 500                                                                          | États-Unis                                                                       | [ 29 ]                                                                           |
| 28                                                                               | Cigna                                                                            | Santé                                                                            | 160 401                                                                          | 8 458                                                                            | 72 963                                                                           | États-Unis                                                                       | [ 30 ]                                                                           |
| 29                                                                               | Agricultural Bank of China ‡                                                     | Finance                                                                          | 153 885                                                                          | 31 293                                                                           | 462 592                                                                          | Chine (Pékin)                                                                    | [ 31 ]                                                                           |
| 30                                                                               | Cardinal Health                                                                  | Santé                                                                            | 152 922                                                                          | −3 696                                                                           | 48 000                                                                           | États-Unis                                                                       | [ 32 ]                                                                           |
| 31                                                                               | Trafigura                                                                        | Commodities                                                                      | 146 994                                                                          | 1 699                                                                            | 8 619                                                                            | Singapour                                                                        | [ 33 ]                                                                           |
| 32                                                                               | China Life Insurance                                                             | Assurance                                                                        | 144 589                                                                          | 4 648                                                                            | 183 417                                                                          | Chine (Pékin)                                                                    | [ 34 ]                                                                           |
| 33                                                                               | Microsoft                                                                        | Informatique                                                                     | 143 015                                                                          | 44 281                                                                           | 163 000                                                                          | États-Unis                                                                       | [ 35 ]                                                                           |
| 34                                                                               | Glencore                                                                         | Matières premières                                                               | 142 338                                                                          | −1 903                                                                           | 87 822                                                                           | Suisse                                                                           | [ 36 ]                                                                           |
| 35                                                                               | China Railway Engineering Corporation ‡                                          | BTP                                                                              | 141 384                                                                          | 1 639                                                                            | 308 483                                                                          | Chine (Pékin)                                                                    | [ 37 ]                                                                           |
| 36                                                                               | Walgreens Boots Alliance                                                         | Commerce de détail                                                               | 139 537                                                                          | 456                                                                              | 277 000                                                                          | États-Unis                                                                       | [ 38 ]                                                                           |
| 37                                                                               | Exor                                                                             | Finance                                                                          | 136 186                                                                          | −34                                                                              | 263 284                                                                          | Pays-Bas                                                                         | [ 39 ]                                                                           |
| 38                                                                               | Allianz                                                                          | Finance                                                                          | 136 173                                                                          | 7 756                                                                            | 150 269                                                                          | Allemagne                                                                        | [ 40 ]                                                                           |
| 39                                                                               | Bank of China ‡                                                                  | Finance                                                                          | 134 046                                                                          | 27 952                                                                           | 309 084                                                                          | Chine (Pékin)                                                                    | [ 41 ]                                                                           |
| 40                                                                               | Kroger                                                                           | Commerce de détail                                                               | 132 498                                                                          | 2 585                                                                            | 465 000                                                                          | États-Unis                                                                       | [ 42 ]                                                                           |
| 41                                                                               | Home Depot                                                                       | Commerce de détail                                                               | 132 110                                                                          | 12 866                                                                           | 504 800                                                                          | États-Unis                                                                       | [ 43 ]                                                                           |
| 42                                                                               | China Railway Construction ‡                                                     | BTP                                                                              | 131 992                                                                          | 1 486                                                                            | 364 632                                                                          | Chine (Pékin)                                                                    | [ 44 ]                                                                           |
| 43                                                                               | JPMorgan Chase                                                                   | Finance                                                                          | 129 503                                                                          | 29 131                                                                           | 255 351                                                                          | États-Unis                                                                       | [ 45 ]                                                                           |
| 44                                                                               | Huawei                                                                           | Produits électroniques                                                           | 129 184                                                                          | 9 362                                                                            | 197 000                                                                          | Chine                                                                            | [ 46 ]                                                                           |
| 45                                                                               | Verizon                                                                          | Télécommunications                                                               | 128 292                                                                          | 17 801                                                                           | 132 200                                                                          | États-Unis                                                                       | [ 47 ]                                                                           |
| 46                                                                               | AXA                                                                              | Finance                                                                          | 128 011                                                                          | 3 605                                                                            | 96 595                                                                           | France                                                                           | [ 48 ]                                                                           |
| 47                                                                               | Ford                                                                             | Automobile                                                                       | 127 144                                                                          | −1 279                                                                           | 186 000                                                                          | États-Unis                                                                       | [ 49 ]                                                                           |
| 48                                                                               | Honda                                                                            | Automobile                                                                       | 124 241                                                                          | 6 202                                                                            | 211 374                                                                          | Japon                                                                            | [ 50 ]                                                                           |
| 49                                                                               | General Motors                                                                   | Automobile                                                                       | 122 485                                                                          | 6 427                                                                            | 155 000                                                                          | États-Unis                                                                       | [ 51 ]                                                                           |
| 50                                                                               | Elevance Health                                                                  | Santé                                                                            | 121 867                                                                          | 4 572                                                                            | 83 400                                                                           | États-Unis                                                                       | [ 52 ]                                                                           |

## Classement par secteur
Les listes suivantes sont principalement basées sur le Fortune Global 500.

### Aérospatial et défense
Les dix plus grosses entreprises mondiales quant au chiffre d'affaires dans le secteur de l'aérospatial et de la défense en 2020 sont :
| Rang | Nom                                    | C.A.              | Bénéfice          | Nombre d'employées | Siège social | Ref    |
| Rang | Nom                                    | en millions d'USD | en millions d'USD | Nombre d'employées | Siège social | Ref    |
| ---- | -------------------------------------- | ----------------- | ----------------- | ------------------ | ------------ | ------ |
| 1    | Norinco                                | 71 017,5          | 1 510,9           | 212 960            | Chine        | [ 54 ] |
| 2    | Aviation Industry Corporation of China | 66 964,1          | 915,7             | 407 344            | Chine        | [ 55 ] |
| 3    | Lockheed Martin                        | 65 398            | 6 833             | 114 000            | États-Unis   | [ 56 ] |
| 4    | Boeing                                 | 58 158            | −11 873           | 141 000            | États-Unis   | [ 57 ] |
| 5    | Airbus                                 | 56 872,2          | −1 291            | 131 349            | France       | [ 59 ] |
| 6    | Raytheon Technologies                  | 56 587            | −3 519            | 181 000            | États-Unis   | [ 60 ] |
| 7    | CASC                                   | 38 741,9          | 2 735,1           | 179 085            | Chine        | [ 61 ] |
| 8    | General Dynamics                       | 37 925            | 3 167             | 100 700            | États-Unis   | [ 62 ] |
| 9    | CASIC                                  | 37 697            | 1 955             | 145 148            | Chine        | [ 63 ] |
| 10   | Northrop Grumman                       | 36 799            | 3 189             | 97 000             | États-Unis   | [ 64 ] |

### Banque
Les 10 plus grosses banques mondiales pour ce qui est du chiffre d'affaires en 2020 :
| Rang | Nom                        | C.A.              | Bénéfice          | Nombre d'employées | Siège social | Ref    |
| Rang | Nom                        | en millions d'USD | en millions d'USD | Nombre d'employées | Siège social | Ref    |
| ---- | -------------------------- | ----------------- | ----------------- | ------------------ | ------------ | ------ |
| 1    | ICBC                       | 182 794,4         | 45 783,4          | 439 787            | Chine        | [ 22 ] |
| 2    | China Construction Bank    | 172 000,2         | 39 282,5          | 373 814            | Chine        | [ 27 ] |
| 3    | Agricultural Bank of China | 153 884,6         | 31 293,4          | 462 592            | Chine        | [ 31 ] |
| 4    | Bank of China              | 134 045,6         | 27 952,1          | 309 084            | Chine        | [ 41 ] |
| 5    | JPMorgan Chase             | 129 503           | 29 131            | 255 351            | États-Unis   | [ 45 ] |
| 6    | Bank of America            | 93 753            | 17 894            | 212 505            | États-Unis   | [ 66 ] |
| 7    | Citigroup                  | 88 839            | 11 047            | 210 153            | États-Unis   | [ 67 ] |
| 8    | Crédit agricole            | 82 958,8          | 3 067,4           | 73 817             | France       | [ 68 ] |
| 9    | BNP Paribas                | 81 632,4          | 8 052,5           | 193 319            | France       | [ 69 ] |
| 10   | HSBC                       | 80 429            | 5 229             | 226 059            | Royaume-Uni  | [ 70 ] |

## Classement par pays
Nombre d'entreprises classées dans le top 500 en 2020 par pays.
|    | Pays            | Nombre d'entreprises |
| -- | --------------- | -------------------- |
| 1  | Chine           | 135                  |
| 2  | États-Unis      | 122                  |
| 3  | Japon           | 53                   |
| 4  | France          | 31                   |
| 5  | Allemagne       | 27                   |
| 6  | Royaume-Uni     | 22                   |
| 7  | Corée du Sud    | 15                   |
| 8  | Suisse          | 13                   |
| 9  | Canada          | 12                   |
| 10 | Pays-Bas        | 11                   |
| 11 | Taïwan          | 8                    |
| 12 | Espagne         | 7                    |
|    | Inde            | 7                    |
| 14 | Brésil          | 6                    |
|    | Italie          | 6                    |
| 16 | Australie       | 4                    |
|    | Russie          | 4                    |
|    | Singapour       | 4                    |
| 19 | Irlande         | 3                    |
| 20 | Finlande        | 2                    |
|    | Mexique         | 2                    |
|    | Suède           | 2                    |
| 23 | Arabie saoudite | 1                    |
|    | Belgique        | 1                    |
|    | Danemark        | 1                    |
|    | Indonésie       | 1                    |
|    | Luxembourg      | 1                    |
|    | Malaisie        | 1                    |
|    | Norvège         | 1                    |
|    | Thaïlande       | 1                    |
|    | Turquie         | 1                    |